# 福井伸二
福井 伸二（ふくい しんじ、明治41年（1908年）1月4日 - 平成2年（1990年）7月16日）は日本の機械工学者、金属工学者(冶金学者)。

## 人物
日本における塑性加工研究の第一人者で、文化勲章受章者。日本学士院会員。宇宙開発新議員会委員。航空技術審議委員会委員。千葉工業大学第10代目理事長、理化学研究所第4代理事長を経て、千葉工業大学第2代会長に就任、芝園・茜浜両校舎の取得並びに同大大学院設置などに尽力。平成2年7月16日に没した。同年9月18日に芝園キャンパス体育館で大学葬が行われ、大学関係者、学界・教育関係者1500人が参列した。

## 生涯
- 1908年、東京生まれ。
- 旧制一高、東京帝国大学工学部機械工学科入学
- 1940年、学位取得
- 1943年、東京帝国大学教授に就任
- 1945年、理化学研究所主任研究員に就任
- 1959年、東大航空研究所所長に就任
- 1968年、千葉工業大学教授に就任
- 1975年、理化学研究所第4代理事長に就任（～1980年4月まで）
- 1981年、千葉工業大学理事長に就任
- 1990年没

## 顕彰
- 学士院賞「薄板の深絞り加工に関する研究」（1960年）